# Whitaker (Familienname)
Whitaker ist ein englischer Familienname.

## Namensträger
- Anthony Whitaker (1944–2014), neuseeländischer Herpetologe
- Benjamin Whitaker (1934–2014), britischer Politiker
- Brenna Whitaker, US-amerikanische Jazzsängerin
- Chico Whitaker (Francisco Whitaker Ferreira; * 1931), brasilianischer Aktivist
- Chris Whitaker (* 1974), australischer Rugby-Union-Spieler
- Christiano Whitaker (* 1940), brasilianischer Maler und Diplomat
- David Whitaker (Drehbuchautor) (1928–1980), britischer Drehbuchautor
- David Whitaker (Komponist) (1931–2012), britischer Filmkomponist
- David Whitaker (Künstler) (1938–2007), britischer Künstler
- David Whitaker (Hockeytrainer), britischer Hockeytrainer
- Denis Whitaker (1915–2001), kanadischer General und Autor
- Denzel Whitaker (* 1990), US-amerikanischer Schauspieler
- Duane Whitaker (* 1959), US-amerikanischer Schauspieler und Drehbuchautor
- Ellen Whitaker (* 1986), britische Springreiterin
- Eric Whitaker (* 1956 oder 1957), US-amerikanischer Diplomat
- Evelyn Whitaker (1857–1903), britische Schriftstellerin
- Ewen Whitaker (1922–2016), britisch-amerikanischer Astronom
- Forest Whitaker (* 1961), US-amerikanischer Schauspieler, Filmproduzent und Regisseur
- Frederick Whitaker (1812–1891), neuseeländischer Politiker
- George Whitaker (1864–1937), britischer Sportschütze
- Harold Whitaker († 2013), britischer Trickfilmzeichner
- Harry Whitaker (1942–2010), US-amerikanischer Pianist und Komponist
- Hugh Whitaker (* 1961), englischer Musiker
- James Whitaker (Journalist) (1940–2012), britischer Journalist
- James Whitaker (Cricketspieler) (* 1962), englischer Cricketspieler
- James Whitaker (Kameramann) (* 1970), US-amerikanischer Kameramann
- Janet Whitaker, Baroness Whitaker (* 1936), britische Politikerin
- Joe Whitaker (* 1988), britischer Springreiter
- Joe Russell Whitaker (1900–2000), US-amerikanischer Geograf
- John Whitaker (* 1955), britischer Springreiter
- John A. Whitaker (1901–1951), US-amerikanischer Politiker
- John Whitaker (Turner) (1886–1977), britischer Turner
- Johnny Whitaker (John O. Whitaker Jr.; * 1959), US-amerikanischer Schauspieler
- Joseph Whitaker (1850–1936), italienisch-englischer Vogelkundler, Archäologe und Sportler
- Lance Whitaker (* 1972), US-amerikanischer Boxer
- Liesl Whitaker (* 1969), US-amerikanische Musikerin
- Matthew G. Whitaker (* 1969), US-amerikanischer Jurist und geschäftsführender United States Attorney General
- Michael Whitaker (* 1960), britischer Springreiter
- O’Kelley Whitaker (1926–2015), US-amerikanischer Bischof
- Pernell Whitaker (1964–2019), US-amerikanischer Boxer
- Robert Whitaker (Fotograf) (1939–2011), britischer Fotograf
- Robert Whitaker (Journalist), US-amerikanischer Wissenschaftsjournalist
- Robert Whitaker (Reiter) (* 1983), britischer Springreiter
- Rodney Whitaker (* 1968), US-amerikanischer Jazz-Bassist und Hochschullehrer
- Rodney William Whitaker (1931–2005), US-amerikanischer Schriftsteller, siehe Trevanian
- Ruth Whitaker (1936–2014), US-amerikanische Politikerin (Republikanische Partei)
- Walter Chiles Whitaker (1823–1887), US-amerikanischer Offizier
- William Whitaker (Theologe) (1548–1595), englischer Theologe
- William Whitaker (Geologe) (1836–1925), britischer Geologe
- William Whitaker (Reiter) (* 1989), britischer Springreiter
- Yolanda Whitaker, eigentlicher Name von Yo Yo (* 1971), US-amerikanische Rapperin

Siehe auch:
- Whittaker
- Whittaker’s